# Klubi Sportiv Elbasani
El Klubi Sportiv Elbasani és un club de futbol albanès de la ciutat d'Elbasan.

## Història
Evolució del nom:
- 1923: KF Urani Elbasan, fusió dels clubs Aferdita Elbasan i Perparimi Elbasan
- 1932: KS Skampa Elbasan
- 1934: KS Bashkimi
- 1939: KS Liria
- 1945: KS Bashkimi
- 1949: KS Elbasani
- 1950: Puna Elbasan
- 1958: KS Labinoti Elbasan
- 1991: KS Elbasani
- 1997: KF Elbasani

## Palmarès
- Lliga albanesa de futbol: 2
  - 1983-84, 2005-06

- Segona divisió de la lliga albanesa: 3
  - 1933, 1958, 2001-02

- Copa albanesa de futbol: 2 
  - 1975, 1992

- Supercopa albanesa de futbol: 1 
  - 1992

## Futbolistes destacats
| N. | Pos. | Nac. | Jugador           |
| -- | ---- | --- | ----------------- |
| —  | DEF  | [[Fitxer:Flag of Albania.svg\|23x15px\|border \|alt=Albània\|link=Selecció de futbol d'Albània\|{{#if:\|]] | Nevil Dede        |
| —  | MIG  | [[Fitxer:Flag of Albania.svg\|23x15px\|border \|alt=Albània\|link=Selecció de futbol d'Albània\|{{#if:\|]] | Dorian Bylykbashi |

| N. | Pos. | Nac. | Jugador       |
| -- | ---- | --- | ------------- |
| —  | DAV  | [[Fitxer:Flag of Ghana.svg\|23x15px\|border \|alt=Ghana\|link=Selecció de futbol de Ghana\|{{#if:\|]]      | Seth Ablade   |
| —  | DAV  | [[Fitxer:Flag of Albania.svg\|23x15px\|border \|alt=Albània\|link=Selecció de futbol d'Albània\|{{#if:\|]] | Migen Memelli |